# Le Monde de Narnia : L'Odyssée du Passeur d'Aurore
Série
Le Monde de Narnia : Le Prince Caspian
(2008)
Pour plus de détails, voir Fiche technique et Distribution.
Le Monde de Narnia : L'Odyssée du Passeur d'Aurore (The Chronicles of Narnia: The Voyage of the Dawn Treader), ou Les Chroniques de Narnia : L'Odyssée du Passeur d'Aurore au Québec, est un film américano-britannique réalisé par Michael Apted, sorti en 2010.
Le film débute alors que les enfants Pevensie doivent se séparer. Peter étudie avec le professeur Digory Kirke, Susan est partie avec ses parents aux États-Unis, et Edmund et Lucy se retrouvent chez leur oncle et leur tante. Leur cousin Eustache leur mène la vie dure, mais une peinture va changer tout cela. Edmund, Lucy et Eustache sont transportés sur le navire Le Passeur d'Aurore, et retrouvent le roi Caspian dans la quête du pays d'Aslan au-delà des mers.
Il est adapté du cinquième tome de la série littéraire du Monde de Narnia, L'Odyssée du passeur d'aurore, publié en 1952. C'est le troisième et dernier chapitre du Monde de Narnia au cinéma après Le Lion, la Sorcière Blanche et l'Armoire Magique (2005) et Le Prince Caspian (2008), tous deux réalisés par Andrew Adamson.
C'est le seul film de la série à ne pas être distribué par Walt Disney Pictures, qui a été remplacé par 20th Century Fox. Cependant, Disney a fini par détenir les droits de tous les films de la série, à la suite de l’acquisition de 21st Century Fox par Disney en 2019.
Malgré des critiques mitigées, le film a connu un succès modéré au box-office, rapportant plus de 415 millions de dollars dans le monde. Bien qu'il ait rapporté moins que ses prédécesseurs, il a été le film de 20th Century Fox ayant rapporté le plus d'argent en 2010.

## Synopsis
Trois années de Narnia après les événements du prince Caspian, alors que la Seconde Guerre mondiale fait rage, Lucy et Edmund Pevensie restent avec leur odieux cousin Eustache Scrubb, pendant que leur frère aîné Peter est l'invité du professeur Kirke, et leur sœur aînée Susan est aux États-Unis à Cambridge. Edmund est trop jeune pour s’engager dans les forces armées de Sa Majesté, à son grand dam. Un jour, alors qu'ils regardent une peinture représentant un navire sur l'océan, l'eau du tableau déborde et les trois sont aspirés pour réapparaître dans la mer de Narnia.
Ils sont secourus par leur ami le roi Caspian, accompagné de Ripitchip, qui les fait monter à bord de son navire, le Passeur d'Aurore. Celui-ci les invite alors à un voyage pour sauver les sept Seigneurs de Narnia que son oncle Miraz a bannis. Dans les îles Lones, où les gens sont vendus par des marchands d’esclaves, Caspian et Edmund sont emprisonnés tandis que Lucy et Eustache sont vendus comme esclaves. Caspian rencontre l'un des seigneurs perdus, Lord Bern, qui révèle que les esclaves invendus sont sacrifiés à une brume verte dont les six autres seigneurs ont essayé de chercher la source afin de la détruire. L'équipage du Passeur d'Aurore sauve Caspian et les autres. Bern devient le nouveau gouverneur et donne à Caspian une épée, l'une des sept données aux seigneurs par Aslan. L’équipage recrute Rhince après lui avoir promis de retrouver sa femme, victime de la brume verte.
Sur une autre île, Lucy est enlevée par des Monopodes invisibles qui la forcent à entrer dans le manoir du magicien Coriakin pour trouver un sort qui les rendra à nouveau visibles malgré le fait que la malédiction fut jetée pour les protéger. Coriakin explique à l'équipage que le moyen de vaincre la brume est de poser les sept épées des seigneurs à la table d'Aslan sur l'île de Ramandu, un endroit accessible uniquement en suivant la grande Étoile bleue dans le ciel, mais il les prévient qu'ils seront mis à l’épreuve jusqu’à ce qu’ils aient rassemblé les épées. Lucy récite une incantation de beauté qu'elle a trouvée, et entre dans un rêve dans lequel elle est Susan, et ni Lucy ni Narnia n'existent. Aslan réprimande Lucy pour son doute, expliquant que sans elle, sa famille n'aurait jamais trouvé Narnia.
Sur une île volcanique, une autre épée est récupérée dans une eau magique qui transforme tout ce qui la touche en or. Edmund tombe sous l'influence cupide de l'île et se dispute avec Caspian, l'accusant de le rabaisser comme Peter l'avait déjà fait, mais Lucy les fait se réconcilier. Eustache se perd dans un canyon plein de trésors où il tente de tout prendre. Pendant qu'Edmund et Caspian cherchent Eustache, ils découvrent les restes d'un autre seigneur et récupèrent son épée. Puis un dragon s'approche ; il est pris en chasse par le passeur d'aurore mais le dragon se révèle être Eustache, victime de la malédiction du trésor. Ripitchip se lie d'amitié avec Eustache, qui a changé de caractère et devient utile à l'équipage le temps qu’ils trouve un moyen de redevenir humain.
Après avoir finalement repéré l'Étoile Bleue, l'équipage arrive à la table d'Aslan pour trouver trois seigneurs perdus paralysés ainsi que leurs épées. L'Étoile Bleue descend alors du ciel et se transforme en une belle femme, Lilliandil, qui leur offre à manger, expliquant que les trois seigneurs sont victimes d’un sort car ils commirent des violences et de graves sacrilèges sur cette île sacrée. Elle leur révèle que le dernier seigneur et son épée se trouvent sur la dangereuse île des ténèbres, dont le brouillard fait apparaître les pires peurs de ceux qui y entrent.
Le passeur d'aurore se rend sur l’île et retrouve le seigneur Rhoop, qui leur explique que l’île utilise la peur des visiteurs pour les tuer. Un serpent de mer créé par la peur d'Edmund attaque alors le navire. Eustache combat héroïquement le serpent, mais le seigneur paniqué le blesse avec la dernière épée, le faisant fuir le champ de bataille. Il rencontre Aslan, qui le retransforme en garçon pour son sacrifice et l'envoie sur l'île de Ramandu avec la dernière épée. Alors que l'équipage combat le serpent, la brume distrait Edmund en apparaissant comme Jadis, la sorcière blanche. Eustache atteint la table, mais la brume essaie de l'empêcher de mettre l'épée sur la table avec les autres. Il surmonte la brume, permettant aux épées de libérer leur magie et d'offrir à Edmund, en utilisant l'épée de Peter, le pouvoir de tuer le serpent de mer, dont la mort réveille les trois seigneurs, détruit la brume et l'île noire, et libère les esclaves sacrifiés.
Eustache retrouve Lucy, Edmund, Caspian et Ripitchip, et ils naviguent vers un rivage mystérieux devant une vague massive. Aslan apparaît, leur disant que son pays se trouve au-delà, bien que s'ils y vont, ils ne reviendront peut-être jamais. Caspian souhaite entrer dans le pays d'Aslan pour retrouver son père, mais change d'avis, sachant qu'il a des devoirs en tant que roi, mais Ripitchip est déterminé à entrer. Aslan le bénit et Ripitchip fait ses adieux à Caspian, Edmund, Lucy et Eustache. Aslan dit à Lucy et Edmund qu'ils ne peuvent pas retourner à Narnia car ils ont grandi comme leurs frères et sœurs aînés Peter et Susan. Il les encourage à le connaître dans leur monde sous un autre nom. Aslan ouvre un portail pour les ramener dans leur monde. Alors que Lucy, Edmund et Eustache marchent vers le portail, Eustache demande à Aslan s'il reviendra. Aslan répond qu'il le fera. Les trois sont renvoyés dans la chambre à coucher. Eustache entend sa mère annoncer un visiteur, Jill Pole. Il accroche le tableau au mur et sort de la chambre à coucher en regardant tristement le navire voguer et disparaître du tableau, avant que Lucy ne ferme la porte.

## Fiche technique
Sauf indication contraire, les informations mentionnées dans cette section peuvent être confirmées par les bases de données cinématographiques IMDb et Allociné,  présentes dans la section « Liens externes ».
- Titre original : The Chronicles of Narnia: The Voyage of the Dawn Treader
- Titre français : Le Monde de Narnia : L'Odyssée du Passeur d'Aurore
- Titre québécois : Les Chroniques de Narnia : L'Odyssée du Passeur d'Aurore[1]
- Réalisation : Michael Apted
- Scénario : Michael Petroni, Christopher Markus et Stephen McFeely, d'après le roman L'Odyssée du Passeur d'Aurore de C. S. Lewis
- Musique : David Arnold
  - Musiques additionnelles : Michael Price
- Direction artistique : Ian Gracie, Daniel May, Karen Murphy, Marco Niro et Mark Robins
- Décors : Barry Robison
- Costumes : Isis Mussenden
- Photographie : Dante Spinotti
- Son : Jimmy Boyle, Vincent Cosson, Michael Hedges, Paul Massey, Nigel Stone
- Montage : Rick Shaine
- Production : Andrew Adamson, Mark Johnson et Philip Steuer
  - Direction de production : Micheal Flaherty
  - Production déléguée : Cary Granat, Douglas Gresham, Perry Moore, Haroon Saleem
  - Production associée : Cort Kristensen
  - Coproduction déléguée : Cary Granat
- Sociétés de production : Walden Media, en association avec Dune Entertainment, présenté par Fox 2000 Pictures
- Société de distribution : Twentieth Century Fox
- Budget : 155 millions de $[2]
- Pays de production :  États-Unis,  Royaume-Uni
- Langue originale : anglais
- Format : couleur — 2,39:1 (CinemaScope) — 35 mm — son Dolby Digital / DTS / Dolby Surround 7.1 / SDDS
- Genre : fantastique, aventure, fantasy
- Durée : 113 minutes
- Dates de sortie[3] :
  - France[4], Belgique[5], Suisse romande[6] : 8 décembre 2010
  - Royaume-Uni : 9 décembre 2010
  - États-Unis, Québec : 10 décembre 2010[1]
- Classification :
  - États-Unis : certaines scènes ou propos sont susceptibles de heurter la sensibilité des plus jeunes - accord parental souhaitable (PG - Parental Guidance Suggested)[N 1]
  - Royaume-Uni : pour un public de 8 ans et plus - accord parental souhaitable (PG - Parental Guidance)
  - France : tous publics (conseillé à partir de 8 ans)[4]
  - Belgique : tous publics (jeune public) (Alle Leeftijden)[5]
  - Suisse romande : interdit aux moins de 10 ans[7]
  - Québec : tous publics (G - General Rating)[1]

## Distribution
- Skandar Keynes (VF : Gwenaël Sommier ; VQ : Xavier Dolan) : Edmund Pevensie
- Georgie Henley (VF : Lutèce Ragueneau ; VQ : Rosemarie Houde) : Lucy Pevensie
- Ben Barnes (VF : Emmanuel Garijo ; VQ : Nicolas Charbonneaux-Collombet) : Caspian
- Will Poulter (VF : Olivier Martret ; VQ : Alexandre Bacon) : Eustache Clarence Scrubb
- Gary Sweet (VF : Patrick Béthune ; VQ : Denis Gravereaux) : Drinian (en)
- Terry Norris : seigneur Bern (en)
- Bruce Spence : seigneur Rhoop (en)
- Bille Brown (VF : Philippe Catoire) : Coriakin (en)
- Laura Brent (VF : Marie-Eugénie Maréchal) : Liliandil (en)
- Colin Moody : enchérisseur
- Tilda Swinton (VF : Françoise Cadol ; VQ : Anne Dorval) : la Sorcière Blanche
- Anna Popplewell (VF : Marie Tirmont ; VQ : Stéfanie Dolan) : Susan Pevensie
- William Moseley (VF : Paolo Domingo) : Peter Pevensie
- Liam Neeson (VF : Patrick Floersheim ; VQ : Denis Mercier) : Aslan (voix)
- Simon Pegg (VF : Pierre François Pistorio ; VQ : Gilbert Lachance) : Ripitchip (voix)
- Shane Rangi (VF : Serge Biavan ; VQ : Guy Nadon) : Tavros le minotaure
- Arthur Angel : Rhince
- Arabella Morton : Gael
- Rachel Blakely : Helaine, mère de Gael
- Steven Rooke : Faune
- Tony Nixon : 1er matelot
- David Vallon : Pug, marchand d'esclaves
- Jared Robinson : officier responsable
- Roy Billing : chef des nullipotes
- Neil G. Young : Nullipote #2
- Greg Poppleton : Nullipote #3
- Nicholas Neild : Nullipote #4
- Nathaniel Parker : père de Caspian
- Daniel Poole : jeune homme
- Mirko Grillini : Marin
- Ron Kelly : Steward
- Laurence Coy : photographe
- Douglas Gresham : Slaver #1
- Michael Maguire : Slaver #2
- Catarina Hebbard : Tante de Gael
- Tamati Rangi : Minotaure
- Lucas Ross : beau soldat
- Megan Peta Hill : Jeune infirmière
- David Sachet : Commerçant
- Ross Price : premier matelot

Version française
- Studio de doublage : Dubbing Brothers
- Direction artistique : Barbara Tissier
- Adaptation des dialogues : Agnès Dusautoir

## Production

### Développement
Après avoir réalisé les deux premiers films de la saga Le Monde de Narnia, Andrew Adamson décide de ne pas réalisé ce nouvel opus, mais il reste cependant en tant que producteur. Michael Apted est le nouveau réalisateur pour ce troisième film. Harry Gregson-Williams, le compositeur des deux premiers films, laissera également sa place à David Arnold. Le film a été officiellement budgétisé à 140 millions de dollars, bien que certaines estimations estiment le coût à 155 millions de dollars.
Lorsque Apted a signé pour réaliser le film en juin 2007, le tournage devait commencer en janvier 2008 pour une date de sortie le 1er mai 2009. Le tournage aurait commencé à Malte, puis aurait déménagé à Prague et en Islande. Quelques mois plus tard, Disney a annoncé que "compte tenu des horaires difficiles pour [ses] jeunes acteurs", ils reportaient la date de sortie au 7 mai 2010 et le tournage a été reporté à octobre 2008. Mark Johnson a reporté le tournage à Playas de Rosarito, en Basse-Californie (Mexique), où les deux tiers du film seraient tournés au réservoir d'eau qui a été utilisé pour Titanic et Master and Commander : De l'autre côté du monde. Le tournage était également prévu en Australie. Disney et Walden finissent par s'inquiéter de la sécurité au Mexique, et les responsables australiens des Warner Roadshow Studios dans le Queensland ont proposé de devenir la base du projet pour l'ensemble du tournage.
Cependant, la production a été interrompue après un différend budgétaire entre Walden Media et Walt Disney Pictures, Disney a même annoncé le 24 décembre 2008 qu'il ne co-produirait plus le film. Disney et Walden se sont disputés après que, à cause de mauvais résultats au box-office, Le Monde de Narnia : Le Prince Caspian ait rapporté beaucoup moins que Le Monde de Narnia : Le Lion, la Sorcière blanche et l'Armoire magique. Disney voulait limiter le budget à 100 millions de dollars, tandis que Walden voulait un budget de 140 millions de dollars, dont Disney n'aurait besoin de fournir que la moitié. Une autre raison pour laquelle Disney a choisi de ne pas produire le film était qu'ils craignaient que le budget n'augmente pendant le tournage et la post-production. Le Los Angeles Times a également rapporté que des "différences créatives" ont conduit à la scission. Le New York Times a noté que le départ de la série par Disney pourrait être une erreur, car L'Odyssée du Passeur d'Aurore est le livre de Narnia le plus populaire, tandis que Le Prince Caspian était le moins populaire de la série et n'a pas créé l'anticipation entourant le premier film,.
Walden a commencé à chercher un nouveau distributeur pour le film. Plusieurs autres studios, dont Columbia Pictures, Universal Pictures, Paramount Pictures, Warner Bros. et 20th Century Fox étaient en négociation pour distribuer le film, bien que plusieurs marchés aient déjà prédit que la Fox prendrait le relais.
Il a été annoncé en janvier 2009 que 20th Century Fox remplacerait Walt Disney Pictures en tant que distributeur, tandis que Disney conserverait toujours les droits pour les deux premiers.

### Tournage
Ernie Malik, l'attaché de presse du film, a confirmé que le tournage a commencé le 27 juillet 2009, dans le Queensland, en Australie. Le tournage a eu lieu aux Village Roadshow Studios en août et septembre 2009, avec le tournage de plans extérieurs à bord du navire à Cleveland Point et au Gold Coast Seaway en septembre 2009. Apted a déclaré que ses collègues réalisateurs Gore Verbinski et Peter Weir lui ont recommandé de ne pas tourner en mer. L’équipe ont donc construit le Dawn Treader géant sur une nacelle, ce qui lui a permis de se balancer et de se déplacer comme en haute mer. À l'extrémité de la péninsule de la ville, s'élevant dans la baie de Moreton, le bateau de 145 tonnes pouvait être tourné à 360 degrés pour maintenir la cohérence des angles du soleil. Des photos supplémentaires ont été prises à l'école de Southport, également située sur la Gold Coast. Une partie du tournage a aussi eu lieu autour de White Island au large de la côte de Tauranga, en Nouvelle-Zélande.
Le tournage s'est achevé le 25 novembre 2009 en Australie.

### Bande originale
1. Opening Titles - 1 min 07 s
2. The Painting - 2 min 27 s
3. High King And Queen Of Narnia - 1 min 33 s
4. Reepicheep - 58 s
5. Land Ahoy - 1 min 43 s
6. The Lone Island - 1 min 51 s
7. Lord Bern - 1 min 01 s
8. The Green Mist - 1 min 15 s
9. Market Forces - 1 min 53 s
10. 1st Sword - 1 min 17 s
11. Eustache On Deck - 1 min 10 s
12. Duel - 1 min 44 s
13. The Magician's Island - 4 min 03 s
14. Lucy And The Invisible Mansion - 5 min 24 s
15. Coriakin And The Map - 2 min 57 s
16. Temptation Of Lucy - 1 min 16 s
17. Aslan Appears - 49 s
18. The Golden Cavern - 2 min 03 s
19. Temptation Of Edmund - 1 min 57 s
20. Dragons Treasure - 2 min 53 s
21. Dragon Attack - 2 min 29 s
22. Under The Stars - 2 min 55 s
23. Blue Star - 1 min 03 s
24. Aslan's Table - 2 min 32 s
25. Liliandil And Dark Island - 1 min 30 s
26. The Calm Before The Storm - 1 min 49 s
27. Into Battle - 11 min 02 s
28. Sweet Water - 2 min 05 s
29. Ship To Shore - 3 min 52 s
30. Time To Go Home - 2 min 47 s

## Différence avec le livre
Il y a plusieurs différences avec le livre. L'un des changements les plus notables est l'ordre des événements. Dans le livre, le premier seigneur est un suzerain des îles solitaires et non pas un prisonnier. Le passage avec les monopodes se déroule bien plus tard dans le livre. La sorcière blanche est juste mentionnée dans le livre. Lucy n'est pas jalouse de Susan dans le livre. Il n'y a pas de quête contre le mal dans le livre.

## Accueil

### Accueil critique
Sur l'agrégateur américain Rotten Tomatoes, le film récolte 50 % d'opinions favorables pour 166 critiques. Sur Metacritic, il obtient une note moyenne de 53⁄100 pour 33 critiques.
En France, le site Allociné propose une note moyenne de 2,7⁄5 à partir de l'interprétation de critiques provenant de 16 titres de presse.

### Box office
Le box office pour ce film est le suivant :
|                                 | box office total |
| ------------------------------- | ---------------- |
| États-Unis                      | 104 367 133 $    |
| International (hors États-Unis) | 306 600 000 $    |
| France                          | 28 757 278 $     |
| Mondial                         | 410 967 133 $    |

## Distinctions

### Distinctions2010
| Distinctions 2010 du film Le Monde de Narnia : L'Odyssée du Passeur d'Aurore | Distinctions 2010 du film Le Monde de Narnia : L'Odyssée du Passeur d'Aurore | Distinctions 2010 du film Le Monde de Narnia : L'Odyssée du Passeur d'Aurore               | Distinctions 2010 du film Le Monde de Narnia : L'Odyssée du Passeur d'Aurore | Distinctions 2010 du film Le Monde de Narnia : L'Odyssée du Passeur d'Aurore |
| Évènements                                                                   | Catégorie / Récompense                                                       | Nommé(es) / Lauréat(es)                                                                    | Résultats                                                                    |                                                                              |
| ---------------------------------------------------------------------------- | ---------------------------------------------------------------------------- | ------------------------------------------------------------------------------------------ | ---------------------------------------------------------------------------- | ---------------------------------------------------------------------------- |
| Crystal Dove Seal Award                                                      | Meilleur film d'aventure                                                     | Twentieth Century Fox et Walden Media                                                      | Lauréat                                                                      |                                                                              |
| IGN Summer Movie Awards                                                      | Meilleur film fantastique                                                    | Le Monde de Narnia : L'Odyssée du Passeur d'Aurore                                         | Nomination                                                                   |                                                                              |
| Phoenix Film Critics Society Awards                                          | Meilleur film familial en prises de vues réelles                             | Le Monde de Narnia : L'Odyssée du Passeur d'Aurore                                         | Nomination                                                                   |                                                                              |
| Phoenix Film Critics Society Awards                                          | Meilleur jeune acteur dans un rôle principal ou dans un second rôle          | Will Poulter                                                                               | Nomination                                                                   |                                                                              |
| Phoenix Film Critics Society Awards                                          | Meilleure chanson originale                                                  | David Hodges, Hillary Lindsey et Carrie Underwood pour la chanson "There's A Place for Us" | Nomination                                                                   |                                                                              |

### Distinctions2011
| Distinctions 2011 du film Le Monde de Narnia : L'Odyssée du Passeur d'Aurore | Distinctions 2011 du film Le Monde de Narnia : L'Odyssée du Passeur d'Aurore       | Distinctions 2011 du film Le Monde de Narnia : L'Odyssée du Passeur d'Aurore                                            | Distinctions 2011 du film Le Monde de Narnia : L'Odyssée du Passeur d'Aurore | Distinctions 2011 du film Le Monde de Narnia : L'Odyssée du Passeur d'Aurore |
| Évènements                                                                   | Catégorie / Récompense                                                             | Nommé(es) / Lauréat(es)                                                                                                 | Résultats                                                                    |                                                                              |
| ---------------------------------------------------------------------------- | ---------------------------------------------------------------------------------- | --- | ---------------------------------------------------------------------------- | ---------------------------------------------------------------------------- |
| 3D Creative Arts Awards                                                      | Prix Lumière du public de la meilleure fonctionnalité 3D en prises de vues réelles | Le Monde de Narnia : L'Odyssée du Passeur d'Aurore                                                                      | Lauréat                                                                      |                                                                              |
| Academy of Science Fiction, Fantasy and Horror Films - Saturn Awards         | Meilleur film fantastique                                                          | Michael Apted | Nomination                                                                   |                                                                              |
| Academy of Science Fiction, Fantasy and Horror Films - Saturn Awards         | Meilleur jeune acteur                                                              | Will Poulter | Nomination                                                                   |                                                                              |
| Academy of Science Fiction, Fantasy and Horror Films - Saturn Awards         | Meilleurs costumes                                                                 | Isis Mussenden | Nomination                                                                   |                                                                              |
| Academy of Science Fiction, Fantasy and Horror Films - Saturn Awards         | Meilleurs effets spéciaux                                                          | Angus Bickerton et Barrie Hemsley                                                                                       | Nomination                                                                   |                                                                              |
| Art Directors Guild Awards                                                   | Meilleurs décors dans un film fantastique                                          | Rebecca Cohen, Matt Connors, Ian Gracie, Jacinta Leong, Karen Murphy, Marco Niro, Mark Robins, Barry Robison et Min Yum | Nomination                                                                   |                                                                              |
| Art Directors Guild Awards                                                   | Meilleurs décors dans un film fantastique                                          | Helen O'Loan | Nomination                                                                   |                                                                              |
| Golden Globe Awards                                                          | Meilleure chanson originale                                                        | David Hodges, Hillary Lindsey et Carrie Underwood pour la chanson "There's A Place For Us"                              | Nomination                                                                   |                                                                              |
| Hollywood Post Alliance                                                      | Meilleur compositing dans un long métrage                                          | Jan Adamczyk, Julien Goldsbrough et Alex Payman                                                                         | Nomination                                                                   |                                                                              |
| London Critics Circle Film Awards                                            | Jeune acteur britannique de l'année                                                | Will Poulter | Nomination                                                                   |                                                                              |
| MovieGuide Awards                                                            | Prix de l'épiphanie du film le plus inspirant                                      | Le Monde de Narnia : L'Odyssée du Passeur d'Aurore                                                                      | Lauréat                                                                      |                                                                              |
| MovieGuide Awards                                                            | Actrice de film le plus inspirant                                                  | Georgie Henley | Nomination                                                                   |                                                                              |
| Muz-TV Music Awards                                                          | Meilleure bande son                                                                | Sergey Lazarev pour la chanson "Instantly"                                                                              | Nomination                                                                   |                                                                              |
| National Movie Awards                                                        | Performance de l'année                                                             | Ben Barnes | Nomination                                                                   |                                                                              |
| National Movie Awards                                                        | Performance de l'année                                                             | Georgie Henley | Nomination                                                                   |                                                                              |
| People's Choice Awards [réf. souhaitée]                                      | Meilleur film d'action en 3D                                                       | Le Monde de Narnia : L'Odyssée du Passeur d'Aurore                                                                      | Lauréat                                                                      |                                                                              |
| Visual Effects Society Awards                                                | Meilleur personnage animé dans un film en prises de vues réelles                   | Peta Bayley, Benoit Dubuc, Catherine Mullan et Gabriele Zucchelli pour Reepicheep                                       | Nomination                                                                   |                                                                              |
| Young Artist Awards                                                          | Meilleur jeune casting dans un long métrage                                        | Georgie Henley, Skandar Keynes et Will Poulter                                                                          | Nomination                                                                   |                                                                              |

## Éditions en vidéo
- En France, le film Le Monde de Narnia : L'Odyssée du Passeur d'Aurore est sorti en DVD[19] et Blu-ray[20] le 27 avril 2011. Le film sort en Blu-ray 3D[21] le 1er septembre 2011. Puis, le film ressort en DVD le 26 octobre 2011[22], le 28 août 2013[23] et le 15 janvier 2016[24]. Le film est également sorti en VOD le 30 avril 2015[4].
- Au Québec, le film est sorti en DVD le 8 avril 2011[1].

## Suite annulée
Le 22 mars 2011, il a été annoncé qu'une adaptation du Monde de Narnia : Le Fauteuil d'Argent serait le prochain film de la série. Cependant, à l'automne 2011, Douglas Gresham, le coproducteur des films, a déclaré que Walden Media ne possédait plus les droits de produire un autre film de Narnia. Si un autre film devait être réalisé, ce ne serait pas avant trois ou quatre ans.
En 2016, le studio Tristar annonce avoir obtenu les droits pour produire le quatrième film, avec Joe Johnston à la réalisation, mais le tournage n’a pas pu avoir lieu.

## Reboot chez Netflix
Le 3 octobre 2018, il a été annoncé que Netflix a obtenu les droits pour produire un film et une série du Monde de Narnia, et ça a même été confirmé qu’il s’agira d’un reboot de la saga. Cette annonce a été interprétée comme un remplacement des plans précédemment annoncés pour Le Fauteuil d'Argent. Le 12 juin 2019, il a été annoncé que Matthew Aldrich servira d'architecte créatif et supervisera le développement des films et de la série pour Netflix. En mai 2020, Douglas Gresham a exprimé son inquiétude quant à l'avenir du projet, déclarant qu'il n'avait pas été contacté par Netflix depuis un certain temps. En juillet 2023, il a été annoncé que Greta Gerwig avait été embauchée pour écrire et réaliser au moins deux films pour Netflix.